# Bilanciere

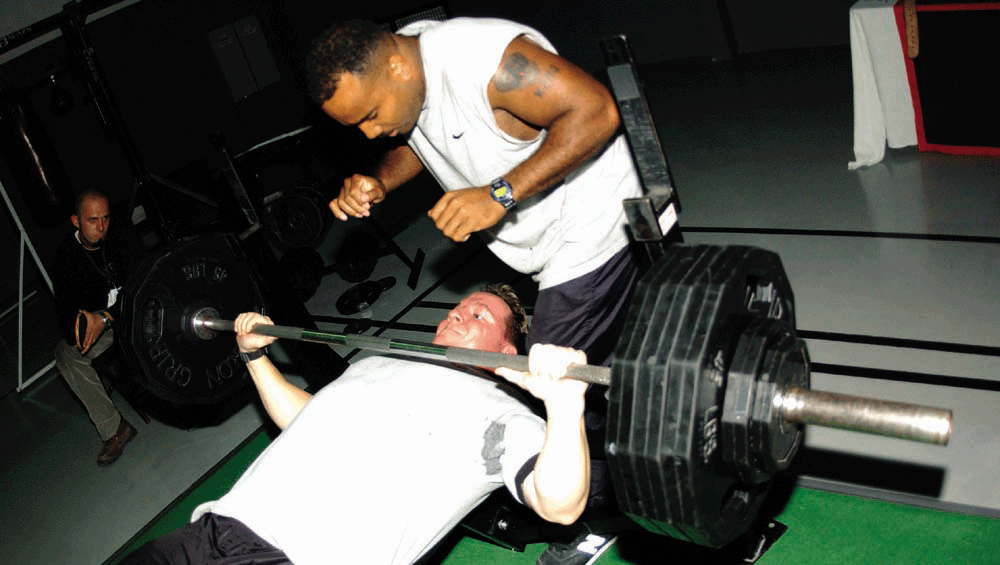
Esercizio al bilanciere su panca

Il bilanciere è un attrezzo ampiamente utilizzato nelle palestre, nelle attività come sollevamento pesi, powerlifting, culturismo.
Si tratta di una barra di acciaio, di diversa lunghezza e peso in funzione dei modelli e della tipologia d'esercizio da effettuare, caricabile alle sue estremità da dischi di ghisa (pesi) e fissati mediante delle clip in ferro, utilizzata per esercitare una moltitudine di muscoli.

## Muscolatura interessata
Attraverso un corretto uso, un corretto bilanciamento dei pesi ed una corretta impugnatura, è possibile sviluppare (in funzione della metodologia di utilizzo e della posizione adottata durante l'esercizio) i seguenti muscoli:
- Trapezi
- Spalle anteriori e/o posteriori
- Pettorali (una delle metodologie più utilizzate)
- Bicipiti
- Tricipiti
- Muscolatura dell'arto inferiore
- Muscoli lombari
- Dorsali (rematore con bilanciere)

## Livelli di utilizzo
Forte di quest'ampia gamma è un attrezzo molto acquistato anche per un uso "domestico", cioè molte persone che tengono alla propria forma fisica, ma senza andare in palestra, possiedono nella propria abitazione un bilanciere per l'allenamento.
Per gli utenti più esperti, il bilanciere risulta essere uno degli attrezzi più utilizzati e più apprezzati proprio per la sua versatilità nell'utilizzo e per l'ampia gamma di muscolatura che può essere allenata.
Per i principianti, invece, risulta essere piuttosto difficoltoso l'apprendimento delle posizioni corrette da assumere. Di conseguenza è spesso richiesta l'assistenza di allenatori o comunque di personale esperto, al fine di insegnare le corrette posizioni e soprattutto il bilanciamento del corpo necessario al corretto utilizzo dell'attrezzo.

## Varianti
Il bilanciere comunemente conosciuto è "dritto", ovvero una barra di acciaio retta da un apice all'altro. Può presentare differenti lunghezze a seconda delle necessità di utilizzo. La più comuni sono 150 cm, 180 cm e 220 cm. I bilancieri che possono essere usati in tutti gli esercizi (compresi squat, panca piana e sollevamenti olimpici) sono quelli di lunghezza superiore a 180 cm. Nelle gare di sollevamento pesi (sia di powerlifting che di weightlifting) i bilancieri utilizzati sono lunghi 220 cm ed hanno un peso di 20 kg. Anche il diametro dei bilancieri a livello dei manicotti dove si caricano i dischi può variare: quelli da gara o destinati ad un utilizzo più "pesante" o "professionale" presentano un diametro di 50 mm, mentre quelli destinati ad un utilizzo più "economico" si trovano in diametri da 25, 28 o 30 mm (ai quali corrispondono i diametri dei dischi). i materiali utilizzati sono acciai di vario tipo e le caratteristiche possono differire a seconda del tipo di utilizzo. La maggior parte dei bilancieri sono di acciaio cromato. Tra i più costosi bilancieri professionali si possono però trovare anche di acciaio brunito o addirittura acciaio inox. Allo stesso modo possono variare le caratteristiche di resistenza e di flessibilità. Considerando i bilancieri da gara, quelli adatti alle gare di weightlifting sono caratterizzati da grande flessibilità, quelli da powerlifting sono più rigidi, per rispondere alle diverse caratteristiche richieste per i due differenti sport. Esistono bilancieri di altre forme, ad esempio il bilanciere "sagomato" (detto anche EZ). Quest'ultimo presenta differenti incurvature (spesso a 45° rispetto al piano di carico dei pesi) nelle zone centrali della barra, al fine di assicurare un'impugnatura meno faticosa per determinate articolazioni (come i polsi) oppure per sviluppare determinate fasce muscolari non perfettamente esercitabili con il bilanciere "dritto". Ancora, sono presenti bilancieri di altre forme, come quello detto "a scaletta".
Esistono anche bilancieri fissi, ovvero che presentano i dischi già caricati e fissati sul bilanciere senza la possibilità di variare il carico, ma sono molto più rari rispetto ai manubri fissi (la maggior parte dei bilancieri sono dunque componibili, più che altro per la maggior varietà di pesi che normalmente si utilizza sul bilanciere rispetto ai manubri). Il multipower consiste in un bilanciere che può scorrere solo in verticale grazie a due guide poste ai lati, in questo caso il contributo dei muscoli stabilizzatori del movimento cala drasticamente assicurando una maggiore sicurezza ed un allenamento più mirato al muscolo target. Essendo comunque movimenti più controllati e "snaturati" hanno una minore efficacia in termini di sviluppo di forza e massa muscolare per cui sono sempre accompagnati da altri esercizi più liberi.

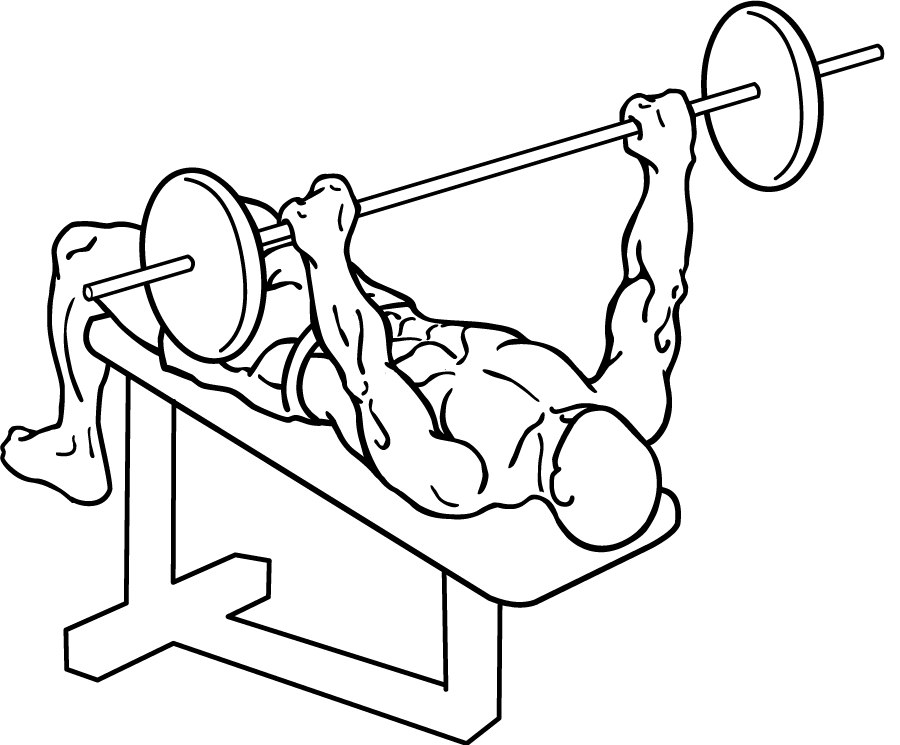
Sollevamento bilanciere su panca piana
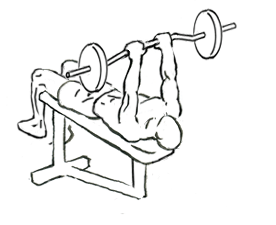
Esercizio con bilanciere sagomato
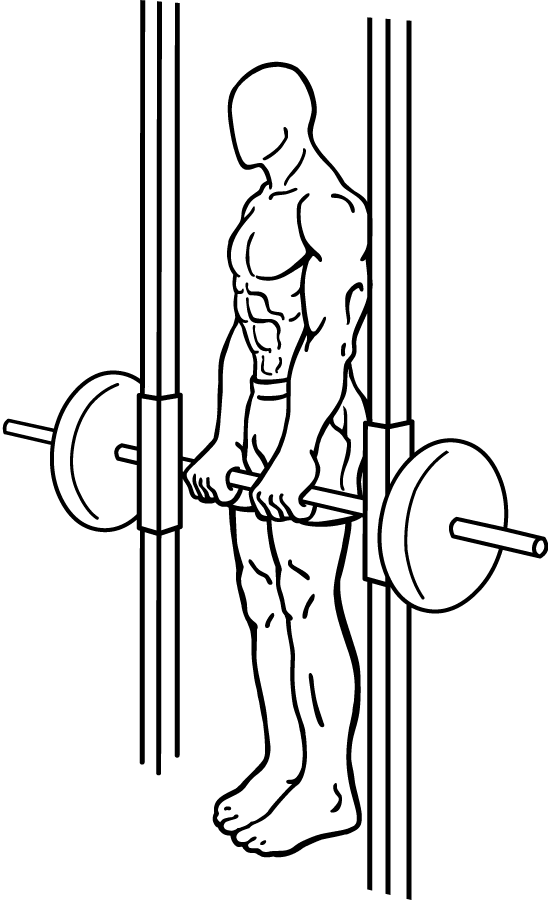
Esercizio con bilanciere "multipower"